# Taketomi
Taketomi (竹富町?, Taketomi-chō, nella lingua di Yaeyama: Teedun, nella lingua di Okinawa: Dakidun) è una cittadina giapponese. È il capoluogo del distretto di Yaeyama ed è situata nella prefettura di Okinawa.
Sotto la giurisdizione comunale ricadono i territori di tutte le isole Yaeyama ad eccezione di Ishigaki, Yonaguni e le isole Senkaku. Sono invece comprese le isole Iriomote, Taketomi, Kohamajima, Kuroshima, Hateruma e Hatoma. Il municipio di Ishigaki ha sede a Taketomi, anche se appartiene ad una diversa giurisdizione.
Secondo una stima del 2008, il comune di Taketomi aveva 4.221 abitanti, distribuiti su un'area di 334,02 km² per una densità di 12,6 ab./km².

## Infrastrutture e trasporti
L'aeroporto di Hateruma si trova nell'omonima isola Hateruma, che fa parte del comune. Per l'accesso ad alcune isole è più conveniente l'aeroporto di Ishigaki, che ha collegamenti con Naha e Tokyo, anche se si trova sotto la giurisdizione amministrativa della stessa Ishigaki.
I collegamenti tra le isole sono garantiti dagli aliscafi della Anei Kankō e della Yaeyama Kankō. Quest'ultima fornisce anche un servizio bisettimanale di lente navi che trasportano passeggeri e merci.